# Чемпионство мира TNA среди нокаутов
Чемпионство мира TNA среди нокаутов (англ. TNA Knockouts World Championship) — является мировым чемпионским титулом по рестлингу среди женщин, которым владеет промоушн Total Nonstop Action Wrestling. За него в борются в женском дивизионе Impact, известном как «Нокауты». Титул образован 14 октября 2007 года на шоу Bound for Glory, как титул чемпиона мира TNA среди женщин; в 2008—2010 годах он был переименован в титул женского чемпиона TNA среди нокаутов, затем упрощен до чемпиона TNA среди нокаутов, пока промоушен не сменил название в марте 2017 года, а в 2021 году добавил мировой статус. Нынешняя чемпионка — Тринити, которая владеет титулом в первый раз.
Аналогом титула является титул командного чемпиона мира Impact среди нокаутов, который был вновь представлен на шоу Hard To Kill в январе 2021 года. Всего было 58 чемпионств, которые разделили между собой 24 рестлера. Первой чемпионкой была Гейл Ким.

## История титула
Первой чемпионкой стала Гейл Ким, победившая Мисс Брукс, Кристи Хемми, Невероятную Конг, Рокси Лаво, Вельвет Скай, Шелли Мартинес, Джеки Мур, ODB и Анджелину Лав в матче Knockout Gauntlet for the Gold 24 октября 2007 года на шоу Bound for Glory. Ей также принадлежит рекорд по наибольшему количеству побед — семь.
Ким также является рекордсменкой по самому короткому пребыванию в статусе чемпиона — 25 часов во время её седьмого чемпионства, в то время как чемпионство Тайи Валькирии является рекордом по самому долгому пребыванию в титуле — 377 дней.